# Kalmosaari (ö i Nurmes, Petäisjärvi)
Kalmosaari är en liten ö i Finland. Ordet kalmosaari avser antagligen att ön har varit begravningsplats. Ön ligger i sjön Petäisjärvi och i kommunen Nurmes och landskapet  Norra Karelen. Öns area är 4,9 hektar och dess största längd är 410 meter i sydöst-nordvästlig riktning.